# Eupithecia liguriata
Eupithecia liguriata là một loài bướm đêm trong họ Geometridae.